# David John Bowen
David John "Dai" Bowen (30 de julio de 1891 – 15 de abril de 1912) fue un boxeador profesional galés, que murió en el hundimiento del RMS Titanic, junto con su amigo y también boxeador galés Leslie Williams.

## Juventud y formación
Bowen nació el 30 de julio de 1891 en Baglan Street, Ystradyfodwg, cerca de Treherbert de James Bowen y Leah (de soltera, Protheroe), el séptimo de sus ocho hijos. Originalmente un minero, Bowen dejó las minas de carbón de su región natal para convertirse en boxeador, entrenando con George Cundick, que había aprendido su arte como instructor de formación física con el Ejército Británico en la India y que también había entrenado a Leslie "Les" Williams, el mejor amigo de John Bowen. Dai Bowen ganó el título de campeón de peso ligero de Gales, y en 1910 empezó a boxear en los varios circuitos británicos, siendo considerado el inicio de una carrera prometedora.
Dai y Les iban a embarcar originalmente en el Lusitania el sábado 6 de abril de 1912. Pero tuvieron que esperar a que llegara el nuevo traje de Dai, lo que significó que cambiaron sus billetes por otros en el Titanic.

## Viaje a América y muerte
Cundick organizó una serie de combates de boxeo en los Estados Unidos para sus dos boxeadores que incluía una lucha con Packey McFarland, y  reservaron billetes en Dean and Dawson en Cardiff por dieciséis libras y dos chelines; era más caro de lo habitual por un pasaje de tercera clase porque así les permitía el acceso al gimnasio de pasajeros de primera clase.
Al subir a bordo en Southampton como pasajeros de tercera clase, Bowen escribió una carta a su madre:
"11 de abril de 1912
Mi querida madre:
Te escribo unas líneas antes de enfermarme, porque hasta ahora he estado muy bien. Este es un barco encantador, está muy cerca del tamaño de Treherbert, es como un palacio flotante, cuando caminas de un extremo al otro estás cansado. Estamos atracando en Francia en el momento en que escribo esto, no sé si se está moviendo o no por que es muy estable. Querida madre, espero que no te preocupes por mí, puedo decirte que estoy mucho mejor de lo que creí, porque nos divertimos mucho a bordo. Conocimos a dos chicos de Swansea en el puerto, para que veas que tengo mucha compañía. Hay cientos de extranjeros en él de todas las naciones. La comida aquí es muy buena, aunque no tan buena como la del querido hogar. No tenemos guantes de boxeo con nosotros, sería bueno tener alguno. Dale recuerdos a Martha Jane, Jack y Tommy Olster, diles a Morris y Stephen que si me siento como me siento ahora, cuando baje en Yanquilandia, estaré bien. No te daré ninguna dirección ahora, no hasta que atraque porque no valdrá la pena. No vi a David Rees en Southampton en absoluto. Recuérdame todo lo que sé, dile a Stephen que les diga a todos los chicos que me estoy divirtiendo hasta ahora. Si James te dice que no le he escrito, dile que no puedo hacerlo ahora, puedes mostrarle esto si quieres, porque lo que tendré que decir será lo mismo que ahora. Espero que me disculpes el lápiz, porque no tengo pluma y tinta, así que anímate ahora madre, porque estoy de color de rosa, así que no te enojes. Creo que llego ahora al fin para desearte todo mi amor.
De tu amado hijo,
David John."
Ambos boxeadores murieron en el hundimiento, aunque el cuerpo de Bowen no fue recuperado. El de Williams fue recogido por el Mackay-Bennett, y devuelto al mar el lunes 22 de abril de 1912.
David John Bowen era un joven soltero de veinte años. Vivía en 42 Baglan Street, Treherbert con su madre viuda, vuelta a casar como señora Leah Owen y su hermano más joven Stephen Bowen. La familia Bowen pagó por una lápida en su honor en el Treorchy Cemetery.
Stephen Bowen escribió el siguiente poema por la pérdida de su hermano:
En cariñosa memoria de mi querido
hermano David John Bowen.
No lo veré más entre nosotros,
no oiré más su voz,
porque la muerte ha sido y se lo ha llevado,
al que amaba tanto;
Campana de la tarde y el crepúsculo,
y después la oscuridad.
Y que no haya tristeza ni despedida
cuando parta.
Algún día, en algún momento, mis ojos verán su rostro amoroso.
Nunca se desvanecerá tu memoria.